# A magyar női labdarúgó-válogatott mérkőzései 2021-ben
A magyar női labdarúgó-válogatott mérkőzései 2021-ben.
Szövetségi kapitány:
- Margret Kratz

## Mérkőzések
| 307. mérkőzés 2021. április 13. barátságos 14:00 | Magyarország | 0 – 0 | Bosznia-Hercegovina | Telki Nézőszám: 0 |
| 307. mérkőzés 2021. április 13. barátságos 14:00 | jegyzőkönyv  |       |                     | Telki Nézőszám: 0 |

| 308. mérkőzés 2021. június 10. barátságos 19:05 | Magyarország                                    | 4 – 0             | Szerbia | Szeged, Szent Gellért Fórum |
| 308. mérkőzés 2021. június 10. barátságos 19:05 | Zeller 26' Pápai 78' 90+4' Csiki 87' (11-esből) | 1 – 0 jegyzőkönyv |         | Szeged, Szent Gellért Fórum |

| 309. mérkőzés 2021. június 14. barátságos 17:00 | Magyarország      | 2 – 3             | Szerbia                                           | Szeged, Szent Gellért Fórum |
| 309. mérkőzés 2021. június 14. barátságos 17:00 | Vágó 2' Pápai 72' | 1 – 2 jegyzőkönyv | Blagojević 26' Janković 40' (11-esből) Poljak 54' | Szeged, Szent Gellért Fórum |

| 310. mérkőzés 2021. szeptember 17. vb-selejtező 20:00 | Magyarország | 0 – 2             | Skócia                  | Hidegkuti Nándor Stadion Játékvezető: Frida Nielsen (dán) |
| 310. mérkőzés 2021. szeptember 17. vb-selejtező 20:00 |              | 0 – 1 jegyzőkönyv | Cuthbert 16' Thomas 72' | Hidegkuti Nándor Stadion Játékvezető: Frida Nielsen (dán) |

| 311. mérkőzés 2021. szeptember 21. vb-selejtező 20:00 | Magyarország | 0 – 7             | Spanyolország                                                            | Hidegkuti Nándor Stadion Játékvezető: Sabina Bolić (horvát) |
| 311. mérkőzés 2021. szeptember 21. vb-selejtező 20:00 |              | 0 – 3 jegyzőkönyv | E. Gonzalez 8' 21' Caldentey 23' 90+3' del Castillo 50' Sarriegi 79' 86' | Hidegkuti Nándor Stadion Játékvezető: Sabina Bolić (horvát) |

| 312. mérkőzés 2021. október 22. vb-selejtező 20:35 | Skócia                  | 2 – 1             | Magyarország | Hampden Park, Glasgow Játékvezető: Maria Sole Caputi (olasz) |
| 312. mérkőzés 2021. október 22. vb-selejtező 20:35 | Grimshaw 42' Corsie 90' | 1 – 0 jegyzőkönyv | Vágó 56'     | Hampden Park, Glasgow Játékvezető: Maria Sole Caputi (olasz) |

| 313. mérkőzés 2021. október 26. vb-selejtező 19:00 | Feröer     | 1 – 7             | Magyarország                                           | Tórsvøllur Stadion, Tórshavn Játékvezető: Minka Vekkeli (finn) |
| 313. mérkőzés 2021. október 26. vb-selejtező 19:00 | Lisberg 8' | 1 – 5 jegyzőkönyv | Vágó 22' 28' 49' Zeller 30' 43' Fenyvesi 32' Zágor 81' | Tórsvøllur Stadion, Tórshavn Játékvezető: Minka Vekkeli (finn) |

| 314. mérkőzés 2021. november 30. vb-selejtező 18:00 | Magyarország                                    | 4 – 2             | Ukrajna                     | Várkerti Stadion, Kisvárda Játékvezető: Paula Brady (ír) |
| 314. mérkőzés 2021. november 30. vb-selejtező 18:00 | Vágó 4' 11' Zeller 30' Apanascsenko 87' (öngól) | 3 – 0 jegyzőkönyv | Apanascsenko 71' Himics 82' | Várkerti Stadion, Kisvárda Játékvezető: Paula Brady (ír) |